# 1937年フォックス保管庫火災
1937年フォックス保管庫火災（1937年フォックスほかんこかさい）は、1937年7月9日にアメリカ合衆国・ニュージャージー州リトルフェリーにある20世紀フォックスの映画フィルム保管施設で発生した火災である。
可燃性のナイトレートフィルムの成分分解によって発生したガスが、高温と不十分な換気のために自然発火し、死者1名、軽傷2名、そして多くの歴史的作品のフィルムが失われた。この火災後、安全フィルムの利用促進、保管所の冷房・換気システムの見直しが行われた。

## 背景

### ナイトレートフィルム
初期の映画産業では、主にニトロセルロース製のフィルムを使用していた。これは一般的に「ナイトレートフィルム」と呼ばれている。このフィルムは可燃性で、燃えると自分で酸素を発生させる。この火は急速に燃え上がり、水中でも燃えてしまうため消火できない。また、ニトロセルロースは熱分解や加水分解を起こし、高温や水分の存在下で時間をかけて分解していく。この崩壊したフィルムストックからは窒素酸化物が放出され、それ自体が崩壊を助長し、破損したフィルムを燃えやすくする。ナイトレートフィルムは、条件によっては自然発火することもある。初期のフィルムには製造上のばらつきがあることもあり、自然発火に必要な条件はかなり不確かである。38℃以上の温度が続くこと、ナイトレートフィルムが大量にあること、湿度の上昇、換気の悪さ、フィルムの劣化などが危険因子とされている。このようなフィルムアーカイブでの火災の多くは、夏の熱波の中で、換気が制限された閉鎖的な施設で発生しており、これらの要素がいくつか重なっている。特に狭い場所では、このような火災は爆発を引き起こす可能性がある。
過去には大規模で危険な火災が発生することもあった。1897年5月4日、パリのバザール・ド・ラ・シャリテでは、リュミエール兄弟の技術により投影された動画を鑑賞できる部屋において、映写技師の装置から出火。火災に加え群集のパニックもあり126人が死亡した。さらに、200人以上の人々が火災で負傷した。アメリカでは、一連の火災が産業施設で相次いだ。1914年6月13日にはフィラデルフィアのルービン社の保管庫が爆発し、12月9日にはニュージャージー州ウェストオレンジにあるトーマス・エジソンの研究所が火災に見舞われた。1915年9月にはFamous Players Film Companyのニューヨークのスタジオが焼失し、1920年7月には、Famous Playersの後継会社であるFamous Players-Laskyの出荷施設がミズーリ州カンザスシティの火災で焼失したが、施設はそのリスクを最小限にするために建設されていた。同じくカンザスシティにあるUnited Film Ad Serviceの保管庫が1928年8月4日に焼失し、その9日後にはパテ・エクスチェンジで火災が発生した。1929年10月にはConsolidated Film Industriesの施設が火災で大きな被害を受けた。
これらの火災で自然発火が起こったことは証明されておらず、1933年の研究でナイトレートフィルムが自己発火するのに必要な温度が過大評価されていたことが判明するまでは、その可能性を認識していなかったのかもしれない。

## リトルフェリー
20世紀初頭、ニュージャージー州フォート・リーの近くには、アメリカ初の映画産業である映画スタジオが数多く存在していた。ニュージャージー州リトルフェリーの請負業者ウィリアム・フェアーズは、1934年にフィルム保管施設の建設を依頼された際、耐火構造になるように設計した。建物の外壁は12インチ（30cm）のレンガでできており、屋根は鉄筋コンクリート製だった。内部は8インチ（20cm）のレンガの内壁で仕切られた48個の保管庫に分かれていた。 地元の消防署はフェアーズの耐火性を確認した。しかし、スプリンクラーシステムも換気設備もなく、施設を監視する警備員も雇われていなかった。保管されているフィルムが火災の危険にさらされる可能性があるにもかかわらず、この建物は住宅地にあった。
フィルム現像会社のDeLuxe Laboratoriesがこの建物を所有しており、20世紀フォックスが20世紀映画と合併した後にフォックス・フィルム・コーポレーションから取得した無声映画を保管するために貸し出していた。

## 火災
ニュージャージー州北部では、1937年7月に日中の気温が華氏100度（摂氏38度）に達し、夜も暖かいという熱波に見舞われた。この暑さで保管庫内のナイトレートフィルムの成分分解が進み、換気が不十分な建物の中では危険なガスが充満していた。7月9日の午前2時過ぎ、建物の北西の角にある保管庫で自然発火が起こった。地元のトラック運転手ロバート・デイヴィソンは、建物の窓の通気口の1つから炎が出ているのを確認し、5分以内に市の火災通報ボックスを使って火災を報告した。
デイヴィソンは周囲の家の住人を起こそうとしたが、彼らの多くはすでに騒音と高熱で状況を察知していた。追加の保管庫の内容物が発火すると、炎の爆発は窓から地面を横切って100フィート（30m）、建物の屋根の通気口から同じ距離の空中に吹き出した。建物の南側と東側の保管庫に火が燃え移ると、それらの保管庫が爆発し、レンガ造りの建物が損傷し、窓枠が吹き飛ばされた。アンナ・グリーブスと2人の息子、ジョンとチャールズは、その地域から逃げようとして火の海に巻き込まれた。3人とも重傷を負い、13歳のチャールズは最終的に7月19日に負傷で亡くなった。他の家族は無傷で逃げられたが、火は近隣の5軒の住宅に広がり、2台の車が損壊した。
リトルフェリーの消防隊が2時26分に最初に到着し、続いてホーソーン、リッジフィールドパーク、リバーエッジ、サウスハッケンサックの消防隊が到着し、5時30分までに150人の隊員が14本のホースを使って消火活動を行った。施設内のフィルムはすべて破壊され、4万本以上のネガフィルムやプリントがフィルム缶の中で灰になった。建物も大きな被害を受けた。爆発した保管庫は外壁と内部のパーティションの一部を破壊し、コンクリート製の屋根を変形させた。損害額は15万～20万ドルと推定される
。焼けたフィルムは57台のトラックで運ばれ、銀を抽出された。それぞれの缶には約5セント相当の銀が含まれており、引き揚げられた金属からは2,000ドルが回収された。

## 遺産

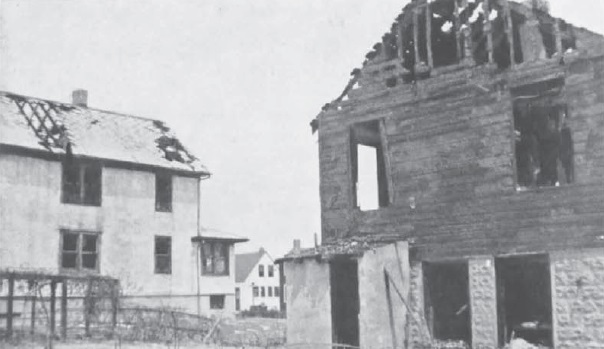
保管庫に最も近い住宅である361 Main Streetの被害状況

当時、20世紀フォックスの関係者は、「破壊されたのは古いフィルムだけ」と述べたが、この火災は、アメリカの映画遺産を大きく失ったものとして理解されている。映画史家のアンソニー・スライドは、フォックスの保管庫の焼失を「最も悲劇的な」アメリカのナイトレート火災と呼んでいる。1932年以前に製作されたフォックスのすべての映画の最高品質のものが焼失し、多くの映画のコピーが施設内に保管されていた。この火災で失われた映画には、セダ・バラ、シャーリー・メイソン、ウィリアム・ファーナムなどが出演した映画が含まれる。ブレイク・エドワーズ監督の祖父であるJ・ゴードン・エドワーズは、フォックスで最高の興行成績を収めた大作を監督していたが、彼の作品のマスターはすべて失われた（ただし、いくつかは低品質のプリントとして残っており、それは別の場所に保管されていた）。ヴァレスカ・スラットのように、作品がひとつも残っていないものもあり、ニューヨーク近代美術館の映画キュレーターであるDave Kehrは「（火災のために）存在しないキャリアもある」と述べている。一部のコピーが別の場所に置かれたため、フォックスの無声映画の一部は低品質のプリント、あるいは断片的に残っているが、1930年以前のフォックスの長編映画の75％以上は完全に失われている。
リトルフェリーの保管庫には、フォックスと配給契約を結んでいた他の映画会社の作品も保管されていた。エデュケーショナル・ピクチャーズは2000本以上のサイレント・ネガとプリントを失った（が、同社のトーキーフィルムは残っていた）。そのほか、D・W・グリフィスの「東への道」（フォックスがリメイクを目的に購入した作品）のオリジナル・ネガや、実際の出産シーンが含まれ物議を醸した「en:The Birth of a Baby」のネガ、ソル・レッサーがアサートン・プロダクション、ペックズ・バッド・ボーイ・コーポレーション、プリンシパル・ピクチャーズの名で製作した作品なども失われた。また、ニューヨーク近代美術館フィルム・ライブラリーのためのアーカイブ資料も失われた。

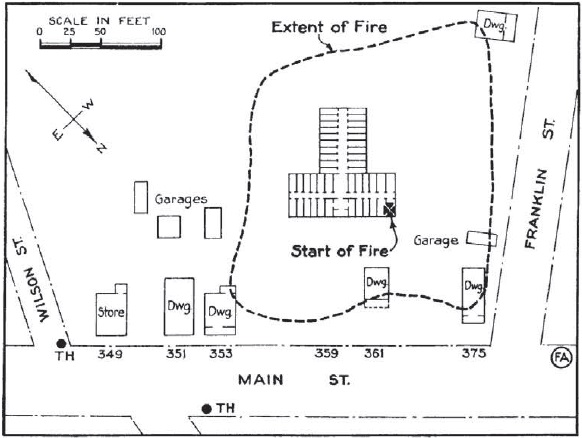
隣接する住居を含む火災に巻き込まれた地域の地図（「Dwg」と記されている）

リトルフェリーの施設が破壊されたことで、フィルム保存の観点から防火への関心が高まった。これまでの大規模なナイトレートフィルムの火災とは異なり、調査員は分解したフィルムストックの自然発火が原因であると判断した。彼らは、アーカイブ内の古いニトロセルロース製フィルムが、現在のフィルムよりも品質が低く、したがってより不安定であることを示唆した。映画技術者協会（Society of Motion Picture Engineers）の映画保存委員会（Committee on Preservation of Film）は、保管庫の火災から3ヵ月後に、「最近の、かなり大規模な映画の火災」を、既存の保存の取り組みが火災のリスクに十分に対処できていない証拠として挙げた。1つの保管庫での火災がアーカイブ施設全体を破壊するのを防ぐために、より重く補強されたフィルム保管庫が提案された。換気と冷却システムを備えたフィルム保管キャビネットも提案され、また、ナイトレートフィルムに代わるより安全なフィルムを使用することを奨励するため、安全フィルムの品質を向上させるための研究も進められた。1950年代までに、アメリカではナイトレートフィルムの使用は基本的に廃止された。